# Armando Gill
Armando Gill, pseudonimo di Michele Testa (Napoli, 23 luglio 1877 – Napoli, 1º gennaio 1945), è stato un cantautore e attore italiano.
È unanimemente riconosciuto come il primo cantautore italiano, il primo a firmare musica e testi e a cantare i suoi brani, interpretati sia in napoletano sia in lingua italiana, e da lui così annunciati: «Versi di Armando, musica di Gill, cantati da sé medesimo».

## Biografia
Nato a Napoli il 23 luglio 1877, terzo di sei figli, il padre proprietario di una piccola distilleria, studia all'Istituto Chierchia e dopo la maturità si iscrive alla facoltà di giurisprudenza e frequenta le "periodiche", feste organizzate dalle famiglie della buona borghesia napoletana, dove si esibisce come cantante; un anno prima della laurea lascia gli studi e si dedica al teatro di varietà, firmando un contratto con il Salone Margherita.
Prima autore di versi - in collegio stupisce i professori per le sue doti di improvvisatore - e solo in seguito compositore autodidatta, scrive la sua prima canzone nel 1896, Fenesta 'nchiusa, cui segue 'O surdato (1899), entrambe musicate dal maestro Vincenzo De Crescenzo ed edite da Santojanni e Bideri. Altri suoi versi li musicherà Alfredo Mazzucchi, futuro trascrittore di molte sue composizioni.
Lo pseudonimo lo prende dallo spadaccino Martino Gill (vissuto all'epoca di re Filippo II e divenuto popolare grazie ai fascicoli settimanali pubblicati dalla Sonzogno) ma sulla scena è un viveur rigorosamente in frac, un papillon bianco, il ciuffo dei capelli, l'immancabile gardenia appuntata all'occhiello e un monocolo, a mascherare un marcato strabismo. La critica lo snobba a lungo per via della sua insufficiente preparazione musicale e di un inconfondibile falsetto dall'intonazione traballante; ma i suoi limiti tecnici non gli impediranno di comporre melodie indimenticabili, come quella della popolare Come pioveva (1918). La canzone è anche uno dei primi esempi di marketing discografico: una mattina dell'estate 1918 Napoli appare tappezzata da centinaia di manifesti che raffigurano soltanto un ombrello: alcuni si domandano se sia la pubblicità di un nuovo negozio, oppure di una marca di parapioggia. Dopo una settimana, compaiono altri manifesti: questa volta, all'ombrello viene aggiunta la frase "Come pioveva" e qualche giorno più tardi lo slogan sarà completato con il nome dell'artista.
Dopo il successo del primo filone della sua produzione - una lunga serie di canzoncine orecchiabili tra cui Stornelli montagnoli e campagnoli (1909), Stornelli spagnoli (1909) e Bel soldatin (1910) - nonostante il difetto all'occhio, allo scoppio della guerra è chiamato al servizio militare e poi dato per disperso alla notizia che la nave su cui viaggiava era affondata. Un mese dopo, quando per tutta Napoli si sprecano i necrologi, debutta al napoletano Trianon con la rivista Gill l'affondato.
Il suo periodo di maggiore popolarità va dal 1916 al 1925, nel quale musica le sue canzoni, fonda una compagnia teatrale e mette in scena diverse riviste, scritte in collaborazione con Guido di Napoli. Tra i suoi successi in napoletano: Nun so' geluso (1917),  'E quatto 'e maggio (1918),  'O zampugnaro nnammurato (1918), Bella ca bella si'  (1919) e Palomma (1926), storia di una ragazza del popolo che si innamora di un aristocratico.
Autore dall'italiano depurato dagli arcaismi e dai moduli letterari, colloquiale, intriso di spirito quotidiano, noto per le sue poesie estemporanee su arie musicali, di lui si ricorda un duello in rima con Ettore Petrolini, incontrato per caso una sera, nel ristorante Alfredo alla Scrofa. Il duello continua a lungo fino a quando Petrolini getta la spugna, riconosce Gill e lo invita al suo tavolo.
La cosiddetta "improvvisata" chiude spesso i suoi numeri in teatro: nel 1925, alle soglie dei cinquant'anni, sposa Irma Fricchione, una giovane spettatrice conosciuta durante un suo spettacolo e conquistata dal palco proprio con una dichiarazione inventata al momento. Si ritira nel 1943, dopo aver ceduto il suo canzoniere alle edizioni Bideri, dedicandosi alla famiglia ed ai suoi animali domestici. Muore a Napoli, alla fine del 1944, durante la notte di capodanno.
Inventore di un linguaggio diretto che anticipa quello di molti nostri parolieri, a dispetto della sua fama teatrale di "tombeur de femmes",  Armando Gill fu un grande professionista, un autore ironico con senso della misura ed un vero signore della scena, in un'epoca storica che va dal primo Novecento all'inizio della seconda guerra mondiale.

## Canzoni
1896:
- Fenesta 'nchiusa (versi di Vincenzo De Crescenzo).

1899:
- 'O surdato (versi di Vincenzo De Crescenzo).

1909:
- Stornelli montagnoli (versi di Alfredo Mazzucchi).

1911:
- Gina mia.

1912:
- Beatrice.

- Stornelli del cuore.

1917:
- Donne e amore.

- Nun so' geluso.

1918:
- Come pioveva.
- 'E quatto 'e maggio.
- 'O zampugnaro nnammurato.

1919:
- Bella ca bella sî.
- Canti nuovi.
- Varca d'ammore.

1920:
- Stornello dell'aviatore.

1921:
- Calendario.

1922:
- Rispetti all'antica.

1925:
- Lo stornellatore.

1926:
- E allora?
- Il solletico.

- Palomma.

1927:
- Attenti alle donne.
- Lui, lei e gli altri sei.
- Villeggiatura a Capri.

1935:
- Stornelli neri (versi di Nino Casiroli).

## Filmografia
- Napoli verde-blu, regia di Armando Fizzarotti (1935).
- Il viaggio di Vittorio de Sica (1974) (compare come personaggio interpretato da Sergio Bruni).

## Premio Artistico Culturale e Musicale Armando Gill
Dal 2008 l'amministrazione comunale di Grottolella (AV), paese nativo della moglie di Armando Gill (Assunta Irma Fricchione), ha istituito il Premio Artistico Musicale e Culturale intitolato ad Armando Gill. Nel corso degli anni i riconoscimenti sono stati assegnati, tra gli altri, a Peppe Barra, Sal Da Vinci, Tullio De Piscopo, Enzo Gragnaniello, Eugenio Bennato, Il Giardino Dei Semplici, Mirna Doris, Enzo Casagrande, Benedetto Casillo, Paprika, Mario Maglione, Gli Allerja, James Senese, Enzo Buonumore, Anna Capasso.
L'organizzazione è curata dal Centro Studi "La Collina" e la direzione artistica è affidata al cantante napoletano Mario Da Vinci.